# Goniastrea deformis
Espèce
Statut CITES
Goniastrea deformis est une espèce de coraux appartenant à la famille des Faviidae. Selon WoRMS, cette espèce n'est pas valide et correspond à Paragoniastrea deformis Veron, 1990.